# Госбю (Ноароотсі)
Го́сбю (ест. Hosby küla) — село в Естонії, у волості Ляене-Ніґула повіту Ляенемаа.

## Населення
Чисельність населення на 31 грудня 2011 року становила 15 осіб.

## Географія
Село розташоване на півострові Ноароотсі (Noarootsi poolsaar) на відстані 31 км від Хаапсалу та 4 км на північ від Пюрксі.

## Історія
З 1998 року село відновлено як окремий населений пункт.
До 21 жовтня 2017 року село входило до складу волості Ноароотсі.

## Пам'ятки
- Церква святої Катерини (Noarootsi Püha Katariina kirik), пам'ятка архітектури[4]
- Історичне кладовище Ноароотсі (Noarootsi kalmistu), історична пам'ятка[5]
- Старе кладовище Госбю (Hosby vana kalmistu), історична пам'ятка[6]
- Меморіал війни за незалежність (Noarootsi Vabadussõja mälestussammas), історична пам'ятка[7]

## Галерея

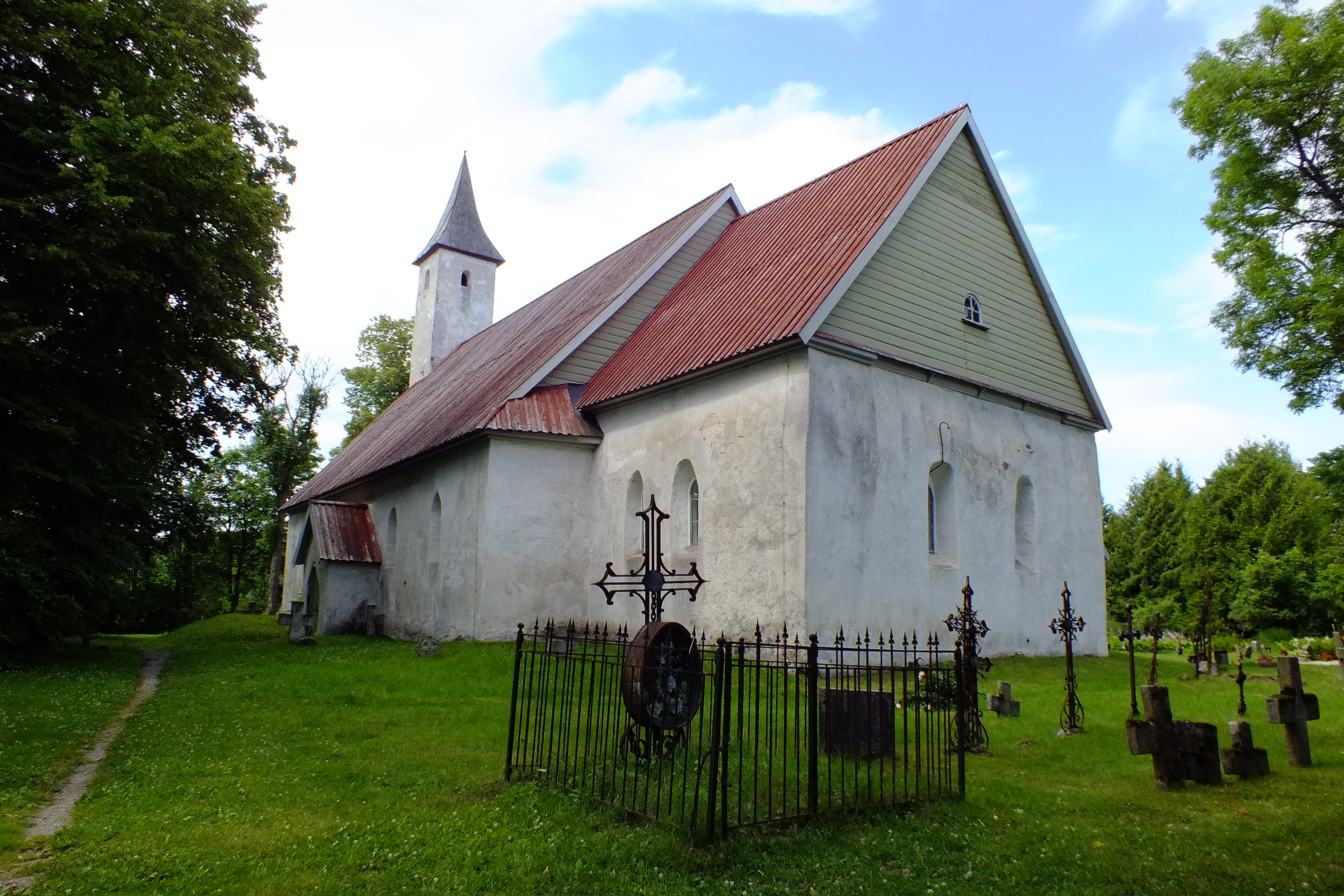
Церква святої Катерини
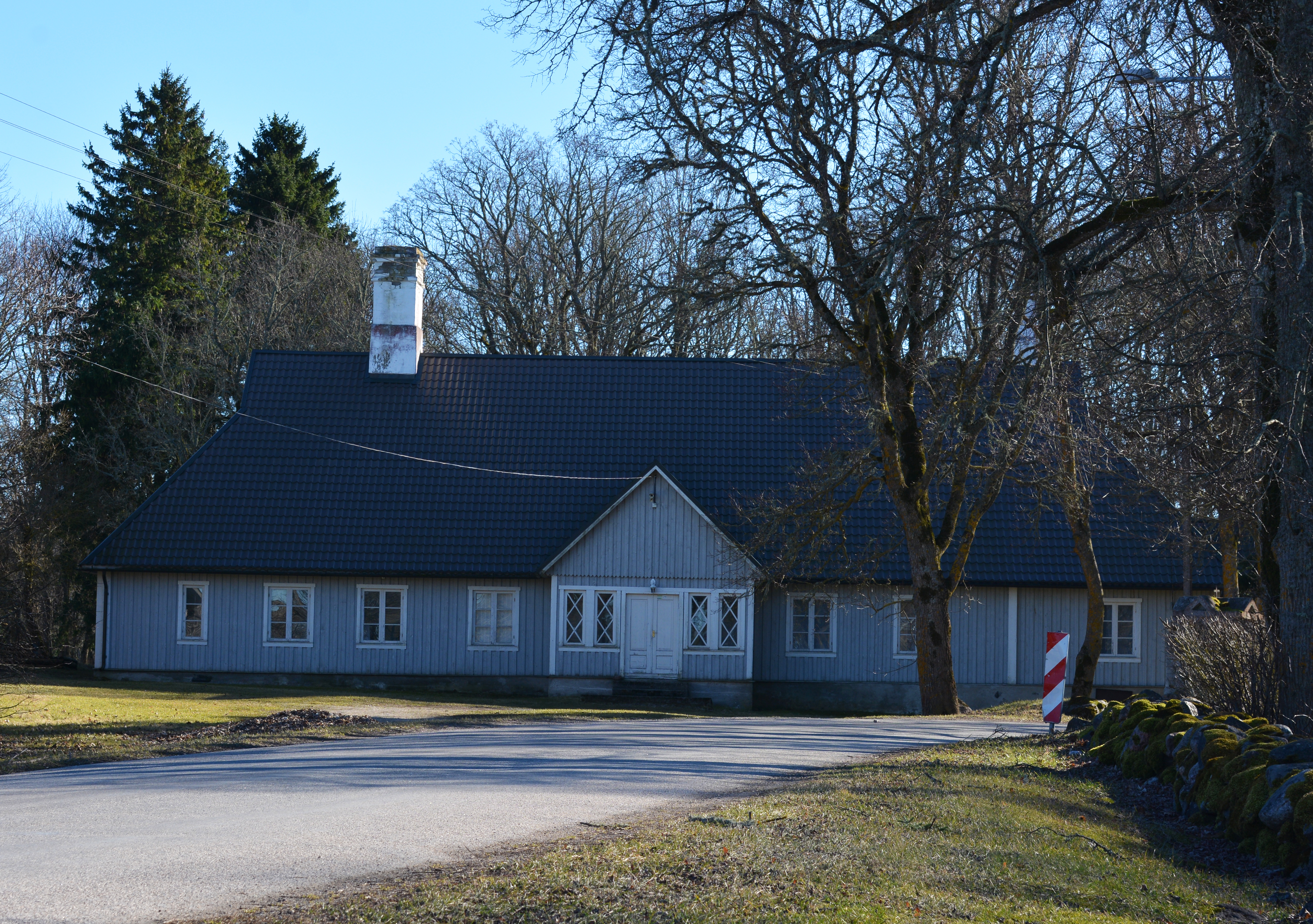
Головна будівля пасторату
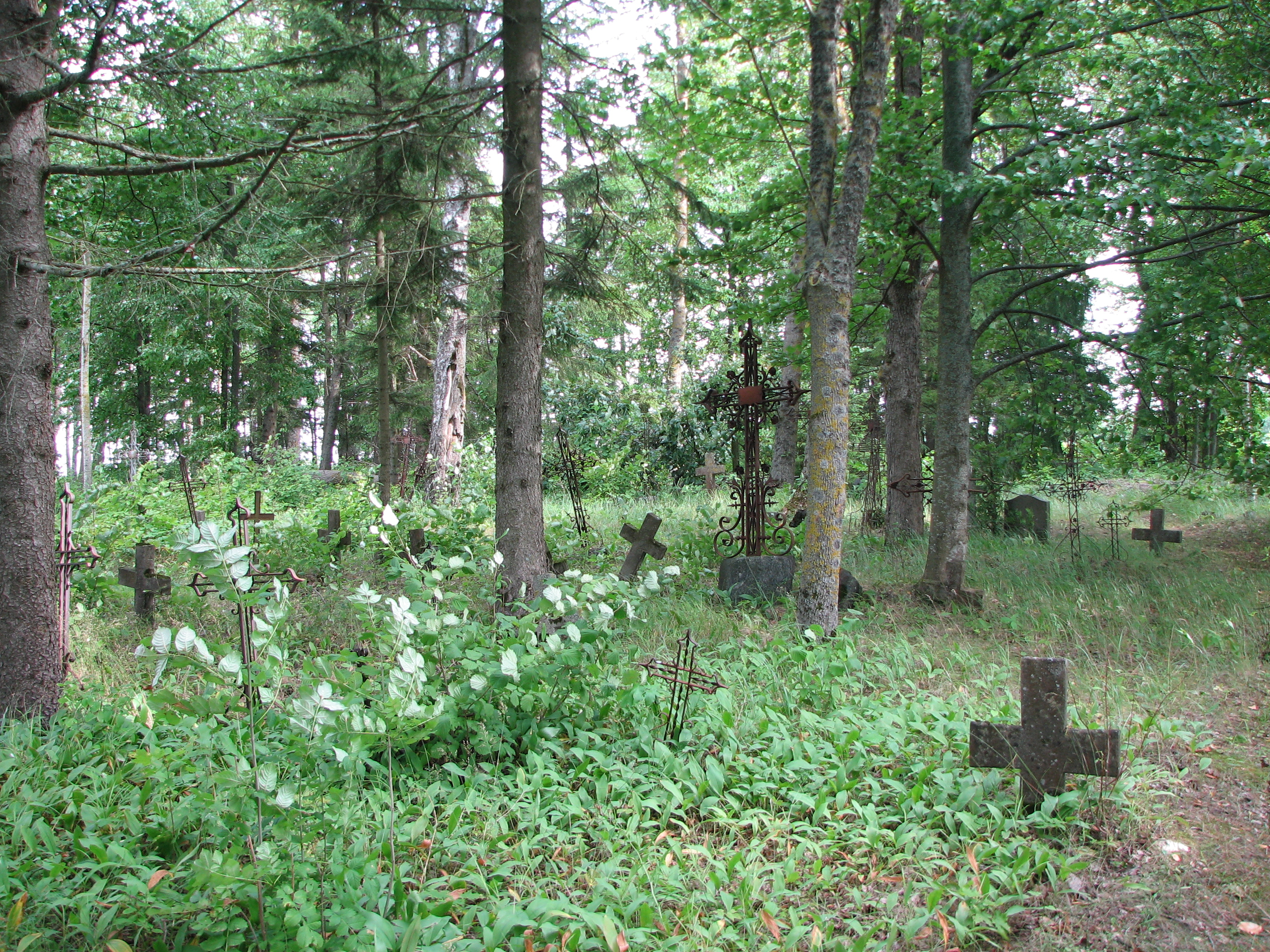
Старе кладовище Госбю
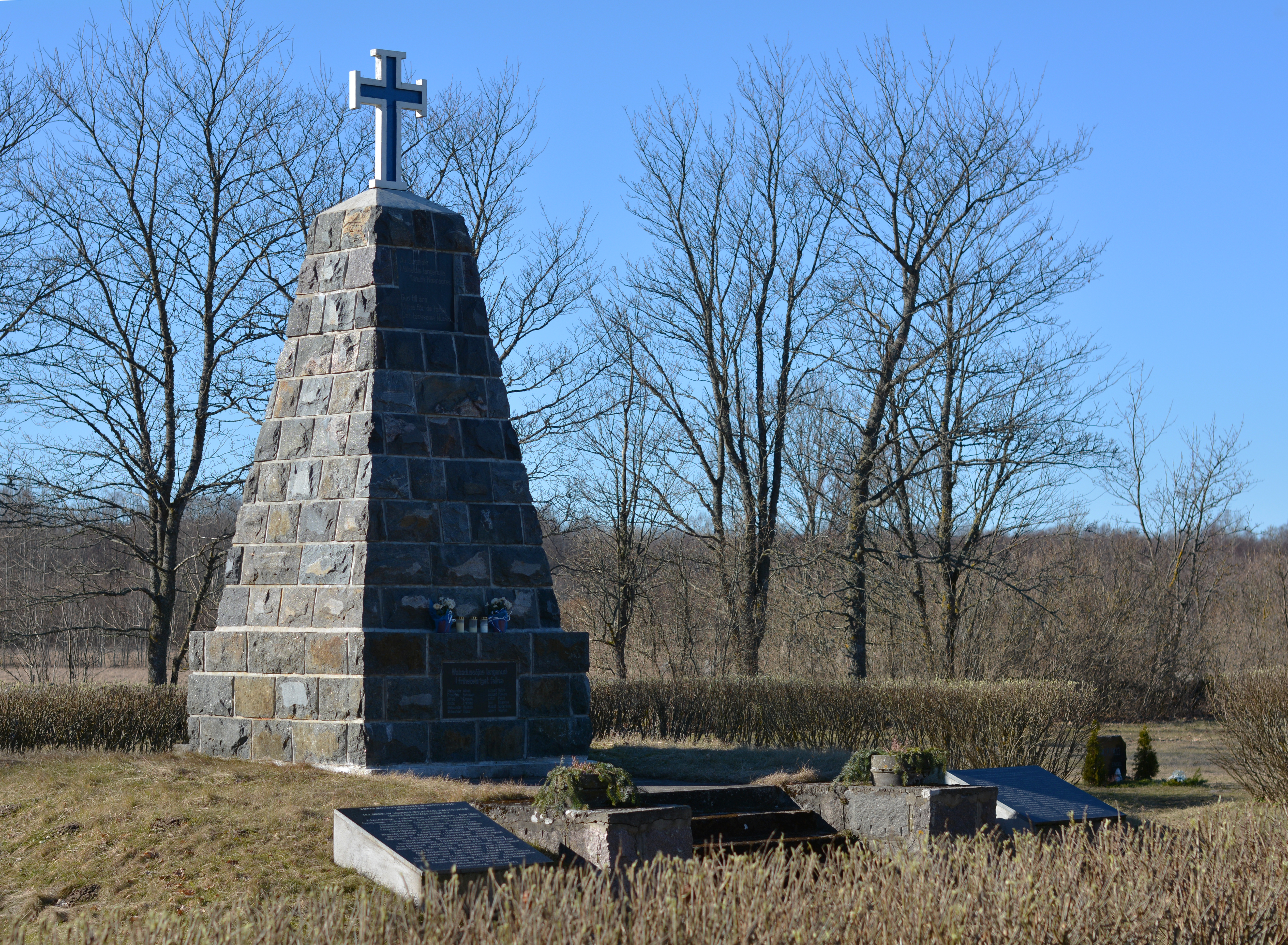
Меморіал війни за незалежність